# Municipio de Arcadia (Iowa)
El municipio de Arcadia (en inglés: Arcadia Township) es un municipio ubicado en el condado de Carroll en el estado estadounidense de Iowa. En el año 2010 tenía una población de 732 habitantes y una densidad poblacional de 7,79 personas por km².

## Geografía
El municipio de Arcadia se encuentra ubicado en las coordenadas 42°4′57″N 95°2′18″O / 42.08250, -95.03833. Según la Oficina del Censo de los Estados Unidos, el municipio tiene una superficie total de 93.91 km², de la cual 93,89 km² corresponden a tierra firme y (0,02 %) 0,02 km² es agua.

## Demografía
Según el censo de 2010, había 732 personas residiendo en el municipio de Arcadia. La densidad de población era de 7,79 hab./km². De los 732 habitantes, el municipio de Arcadia estaba compuesto por el 98,36 % blancos, el 0,27 % eran amerindios, el 0,14 % eran asiáticos y el 1,23 % eran de una mezcla de razas. Del total de la población el 0,55 % eran hispanos o latinos de cualquier raza.